# Leichtathletik-Weltmeisterschaften 2019/Hammerwurf der Frauen

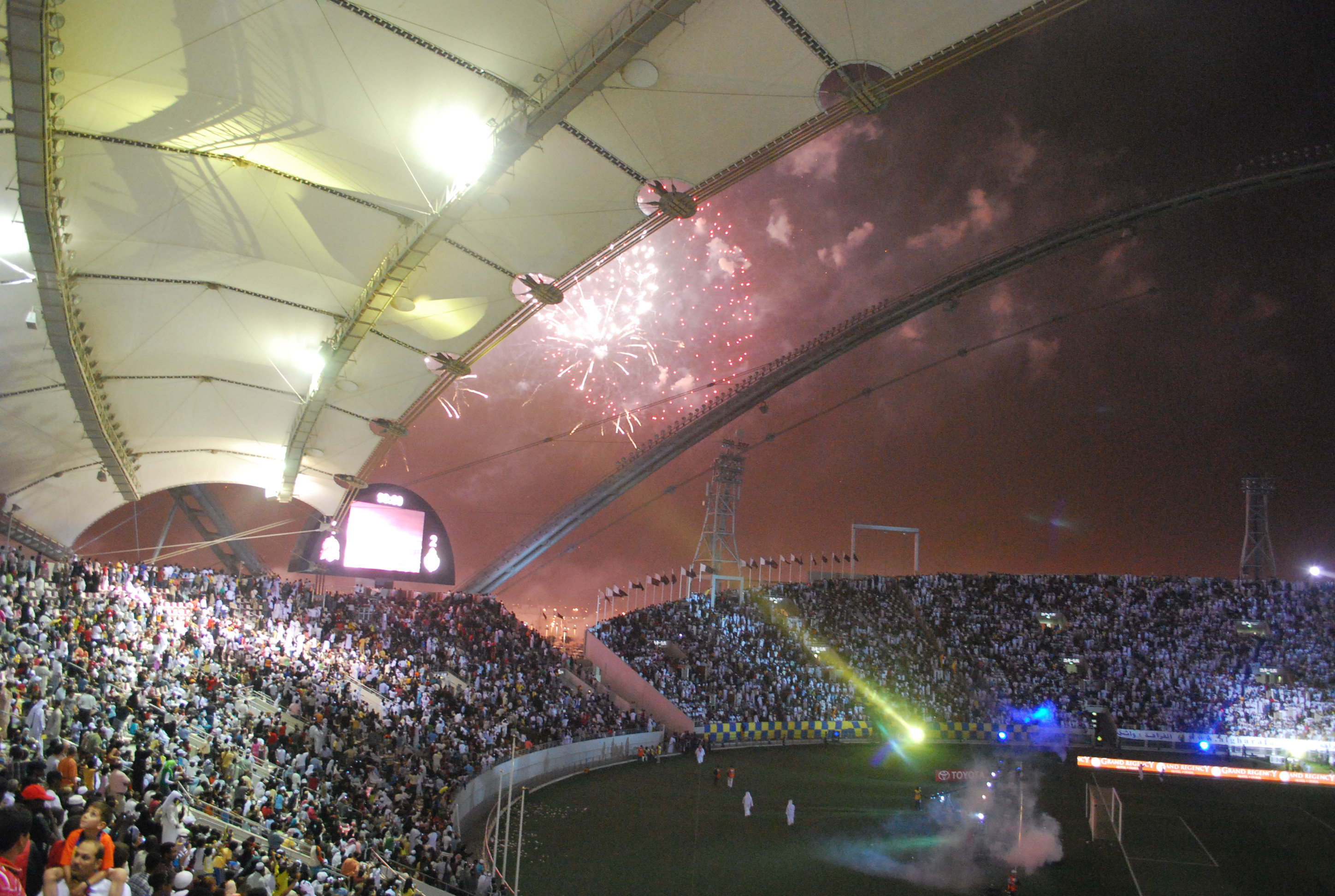
Das Khalifa International Stadium während des Emir Cups im Jahr 2009

Der Hammerwurf der Frauen bei den Leichtathletik-Weltmeisterschaften 2019 fand am 27. und 28. September 2019 im Khalifa International Stadium der katarischen Hauptstadt Doha statt.
Dreißig Athletinnen aus zwanzig Ländern nahmen an dem Wettbewerb teil.
Weltmeisterin wurde die US-Amerikanerin DeAnna Price mit 77,54 m. Silber gewann die zweifache EM-Dritte (2014/2018) Joanna Fiodorow aus Polen mit 76,35 m. Bronze ging mit 74,76 m wie bei den Weltmeisterschaften 2013 an die chinesische Vizeweltmeisterin von 2017 und zweifache Asienmeisterin (2013/2019) Wang Zheng.

## Rekorde
Vor dem Wettbewerb galten folgende Rekorde:
| Weltrekord               | Anita Włodarczyk | 82,98 m | Warschau, Polen     | 28. August 2016 |
| Weltmeisterschaftsrekord | Anita Włodarczyk | 80,85 m | WM in Peking, China | 27. August 2015 |

Der bestehende WM-Rekord wurde bei diesen Weltmeisterschaften nicht eingestellt und nicht verbessert.

## Legende
Kurze Übersicht zur Bedeutung der Symbolik – so üblicherweise auch in sonstigen Veröffentlichungen verwendet:
| – | verzichtet |
| x | ungültig   |

## Qualifikation
Dreißig Teilnehmerinnen traten in zwei Gruppen zur Qualifikationsrunde an. Die Qualifikationsweite für den direkten Finaleinzug betrug 72,00 m. Neun Athletinnen übertrafen diese Marke (hellblau unterlegt). Um auf die vorgesehene Mindestzahl von zwölf Wettbewerberinnen im Finale zu kommen, wurde das Finalfeld mit den drei nächstplatzierten Sportlerinnen auf zwölf Werferinnen aufgefüllt (hellgrün unterlegt). So mussten schließlich 71,35 m für die Finalteilnahme erbracht werden.

### Gruppe A

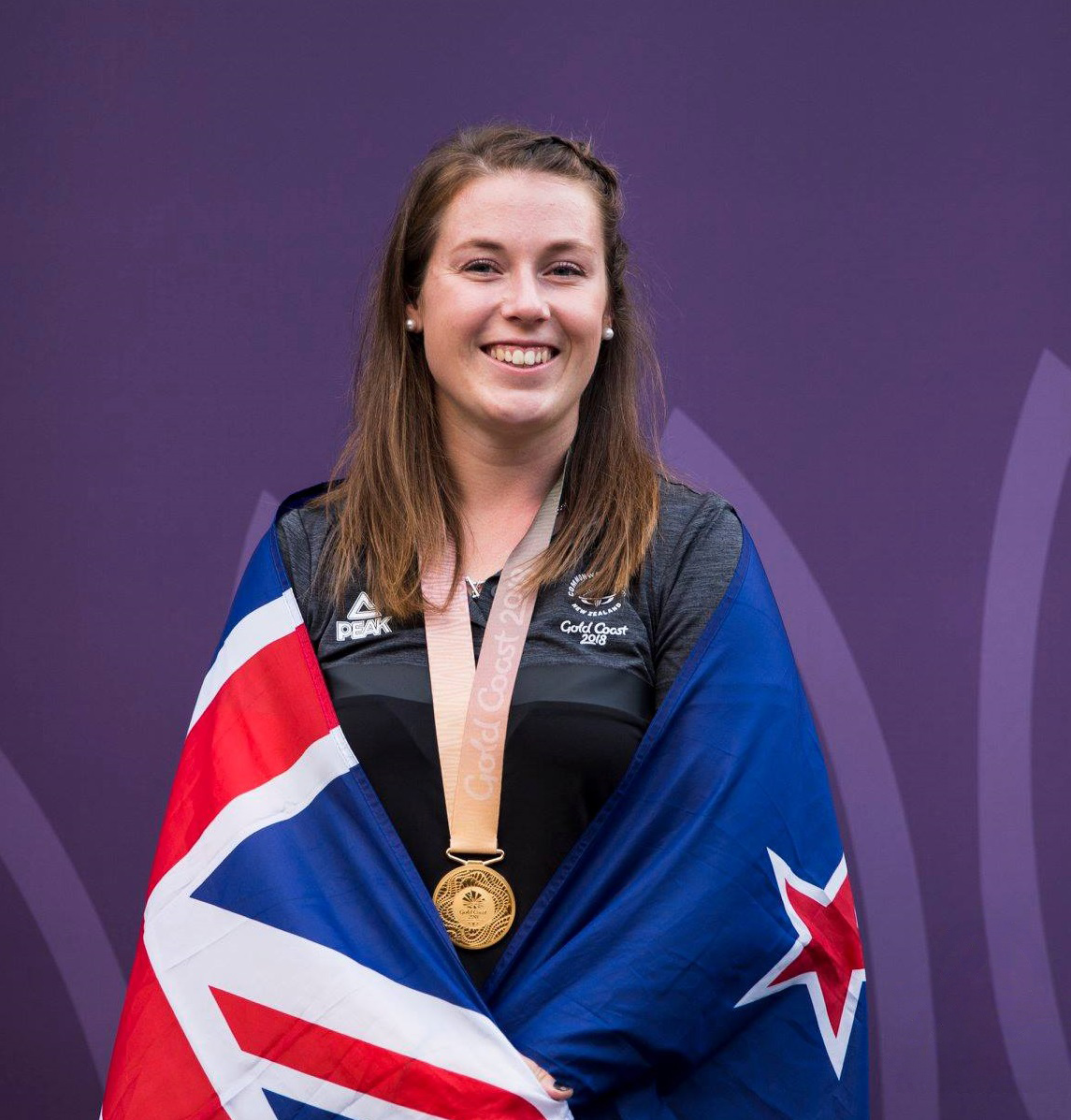
Julia Ratcliffe – ausgeschieden als Siebte mit 70,45 m
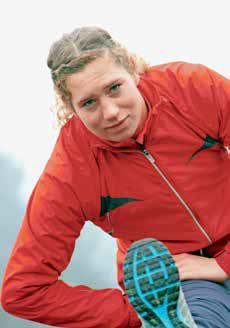
Barbara Špiler – ausgeschieden als Dreizehnte mit 65,76 m

27. September 2019, 16:40 Uhr Ortszeit (15:40 Uhr MESZ)
| Platz | Athletin                | Land                        | 1. Versuch | 2. Versuch | 3. Versuch | Weite (m) |
| ----- | ----------------------- | --------------------------- | ---------- | ---------- | ---------- | --------- |
| 1     | Joanna Fiodorow         | Polen                       | 73,39      | –          | –          | 73,39     |
| 2     | Iryna Klymez            | Ukraine                     | 71,51      | 72,93      | –          | 72,93 PB  |
| 3     | Alexandra Tavernier     | Frankreich                  | 72,91      | –          | –          | 72,91     |
| 4     | Hanna Malyschtschyk     | Belarus                     | 71,42      | 71,03      | 72,59      | 72,59     |
| 5     | Gwen Berry              | USA                         | x          | 71,72      | x          | 71,72     |
| 6     | Luo Na                  | Volksrepublik China         | 71,35      | 71,12      | x          | 71,35     |
| 7     | Julia Ratcliffe         | Neuseeland                  | 67,07      | 70,45      | 68,21      | 70,45     |
| 8     | Stamatia Skarvelis      | Griechenland                | 66,53      | 67,82      | 69,65      | 69,65     |
| 9     | Sofja Palkina           | Authorised Neutral Athletes | 67,53      | 68,53      | 67,26      | 68,53     |
| 10    | Brooke Andersen         | USA                         | 66,73      | 68,46      | x          | 68,46     |
| 11    | Liu Tingting            | Volksrepublik China         | x          | 66,91      | 67,11      | 67,11     |
| 12    | Sara Fantini            | Italien                     | 65,15      | 66,58      | x          | 66,58     |
| 13    | Barbara Špiler          | Slowenien                   | 65,55      | x          | 65,76      | 65,76     |
| 14    | Beatrice Nedberge Llano | Norwegen                    | 65,55      | 64,51      | 65,51      | 65,55     |
| 15    | Iryna Nowoschylowa      | Ukraine                     | 60,66      | 65,31      | 63,63      | 65,31     |

### Gruppe B

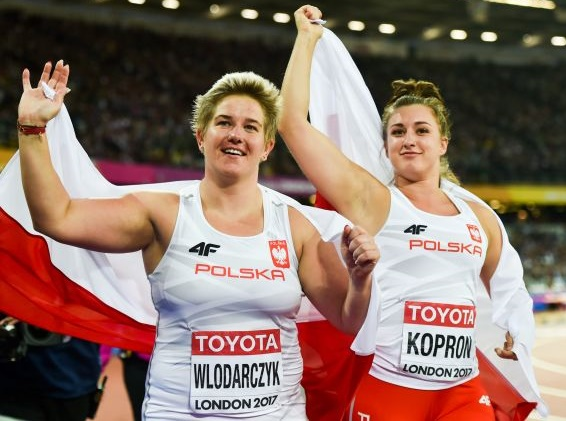
Malwina Kopron (rechts) – ausgeschieden als Siebte mit 70,46 m
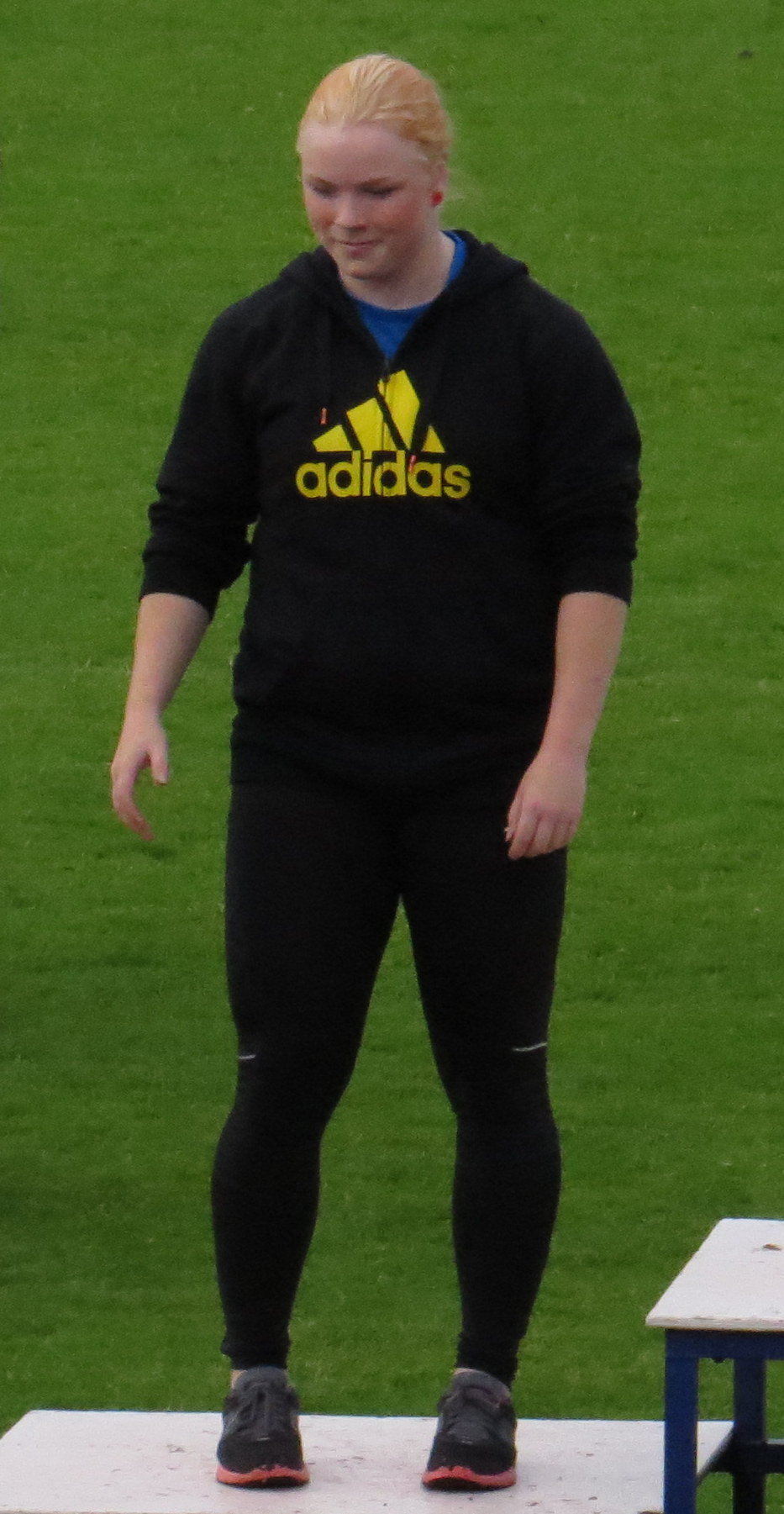
Krista Tervo – ausgeschieden als Elfte mit 68,25 m

27. September 2019, 18:10 Uhr Ortszeit (17:10 Uhr MESZ)
| Platz | Athletin            | Land                        | 1. Versuch | 2. Versuch | 3. Versuch | Weite (m) |
| ----- | ------------------- | --------------------------- | ---------- | ---------- | ---------- | --------- |
| 1     | DeAnna Price        | USA                         | 73,77      | –          | –          | 73,77     |
| 2     | Zalina Petrivskaia  | Moldau                      | 73,40      | –          | –          | 73,40     |
| 3     | Hanna Skydan        | Aserbaidschan               | x          | 70,86      | 73,32      | 73,32 SB  |
| 4     | Wang Zheng          | Volksrepublik China         | 72,65      | –          | –          | 72,65     |
| 5     | Martina Hrašnová    | Slowakei                    | 71,85      | 72,01      | –          | 72,01     |
| 6     | Alena Sobalewa      | Belarus                     | 70,26      | 70,28      | 71,52      | 71,52 SB  |
| 7     | Malwina Kopron      | Polen                       | x          | x          | 70,46      | 70,46     |
| 8     | Jelisaweta Zarewa   | Authorised Neutral Athletes | 70,35      | 68,40      | 67,54      | 70,35     |
| 9     | Nastassja Kalamojez | Belarus                     | x          | x          | 69,67      | 69,67     |
| 10    | Bianca Ghelber      | Rumänien                    | 68,01      | 68,65      | x          | 68,65     |
| 11    | Krista Tervo        | Finnland                    | x          | 66,47      | 68,25      | 68,25     |
| 12    | Laura Igaune        | Lettland                    | 67,14      | 67,77      | 66,39      | 67,77     |
| 13    | Réka Gyurátz        | Ungarn                      | 67,28      | 67,41      | x          | 67,41     |
| 14    | Aljona Schamotina   | Ukraine                     | 64,14      | 67,30      | x          | 67,30     |
| 15    | Kateřina Šafránková | Tschechien                  | 62,65      | 63,55      | 65,46      | 65,46     |

## Finale
28. September 2019, 19:25 Uhr Ortszeit (18:25 Uhr MESZ)
| Platz | Athletin            | Land                | 1. Versuch | 2. Versuch | 3. Versuch | 4. Versuch                                  | 5. Versuch                                  | 6. Versuch                                  | Weite (m) |
| ----- | ------------------- | ------------------- | ---------- | ---------- | ---------- | ------------------------------------------- | ------------------------------------------- | ------------------------------------------- | --------- |
|       | DeAnna Price        | USA                 | 76,87      | x          | 77,54      | 74,56                                       | 73,77                                       | 75,68                                       | 77,54     |
|       | Joanna Fiodorow     | Polen               | 76,35      | 74,77      | 72,78      | 74,69                                       | x                                           | x                                           | 76,35 PB  |
|       | Wang Zheng          | Volksrepublik China | 72,94      | x          | x          | 73,75                                       | 74,76                                       | x                                           | 74,76     |
| 4     | Zalina Petrivskaia  | Moldau              | 73,73      | 73,60      | 74,33      | 70,49                                       | 74,27                                       | 72,94                                       | 74,33     |
| 5     | Iryna Klymez        | Ukraine             | 73,17      | 73,56      | x          | 70,26                                       | 72,59                                       | 71,95                                       | 73,56 PB  |
| 6     | Alexandra Tavernier | Frankreich          | 71,50      | 70,48      | 73,31      | 72,24                                       | 73,33                                       | x                                           | 73,33     |
| 7     | Hanna Skydan        | Aserbaidschan       | 70,69      | 71,99      | 72,80      | 72,83                                       | 71,44                                       | 70,99                                       | 72,83     |
| 8     | Luo Na              | Volksrepublik China | 71,33      | 72,04      | 70,83      | 70,41                                       | 71,03                                       | x                                           | 72,04     |
| 9     | Martina Hrašnová    | Slowakei            | 66,09      | 71,28      | x          | nicht im Finale der besten acht Werferinnen | nicht im Finale der besten acht Werferinnen | nicht im Finale der besten acht Werferinnen | 71,28     |
| 10    | Hanna Malyschtschyk | Belarus             | 71,24      | 66,52      | 70,12      | nicht im Finale der besten acht Werferinnen | nicht im Finale der besten acht Werferinnen | nicht im Finale der besten acht Werferinnen | 71,24     |
| 11    | Alena Sobalewa      | Belarus             | 70,45      | x          | 68,65      | nicht im Finale der besten acht Werferinnen | nicht im Finale der besten acht Werferinnen | nicht im Finale der besten acht Werferinnen | 70,45     |
| NM    | Gwen Berry          | USA                 | x          | x          | x          | nicht im Finale der besten acht Werferinnen | nicht im Finale der besten acht Werferinnen | nicht im Finale der besten acht Werferinnen | ogV       |

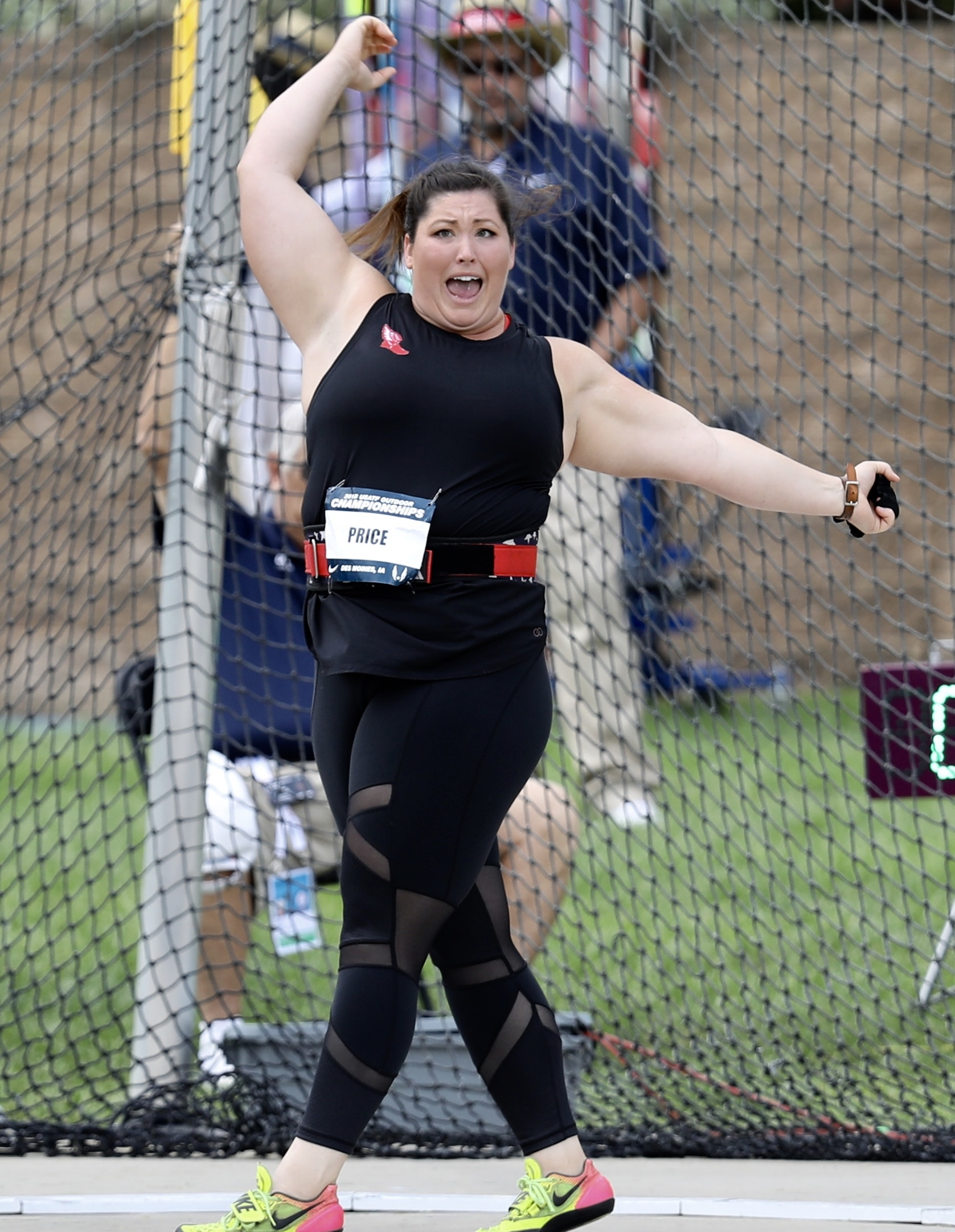
Weltmeisterin DeAnna Price
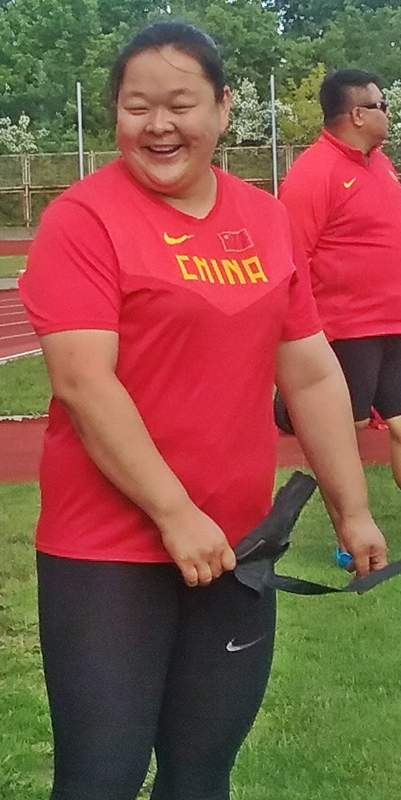
Bronzemedaillengewinnerin Wang Zheng
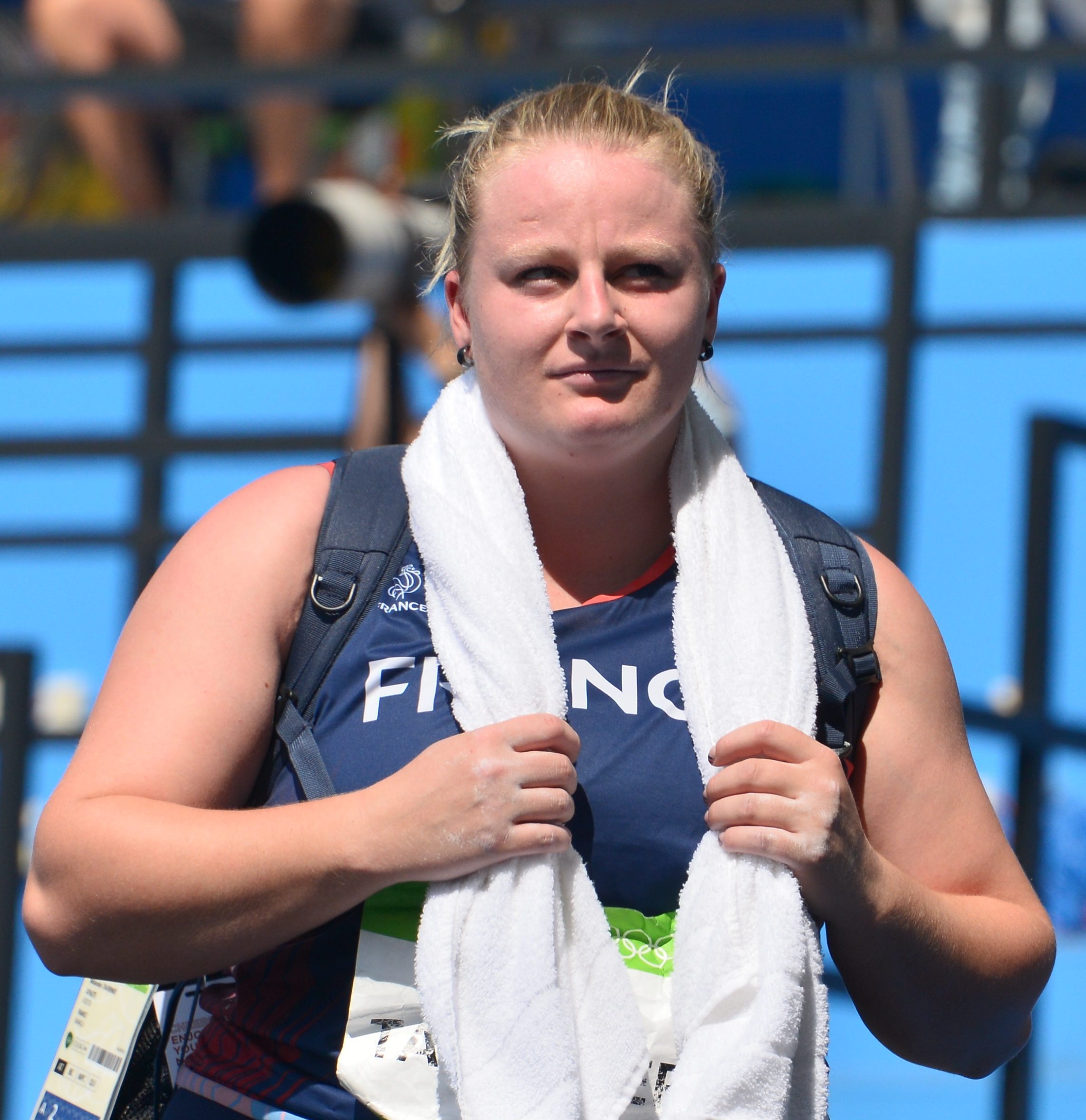
Die sechstplatzierte Alexandra Tavernier
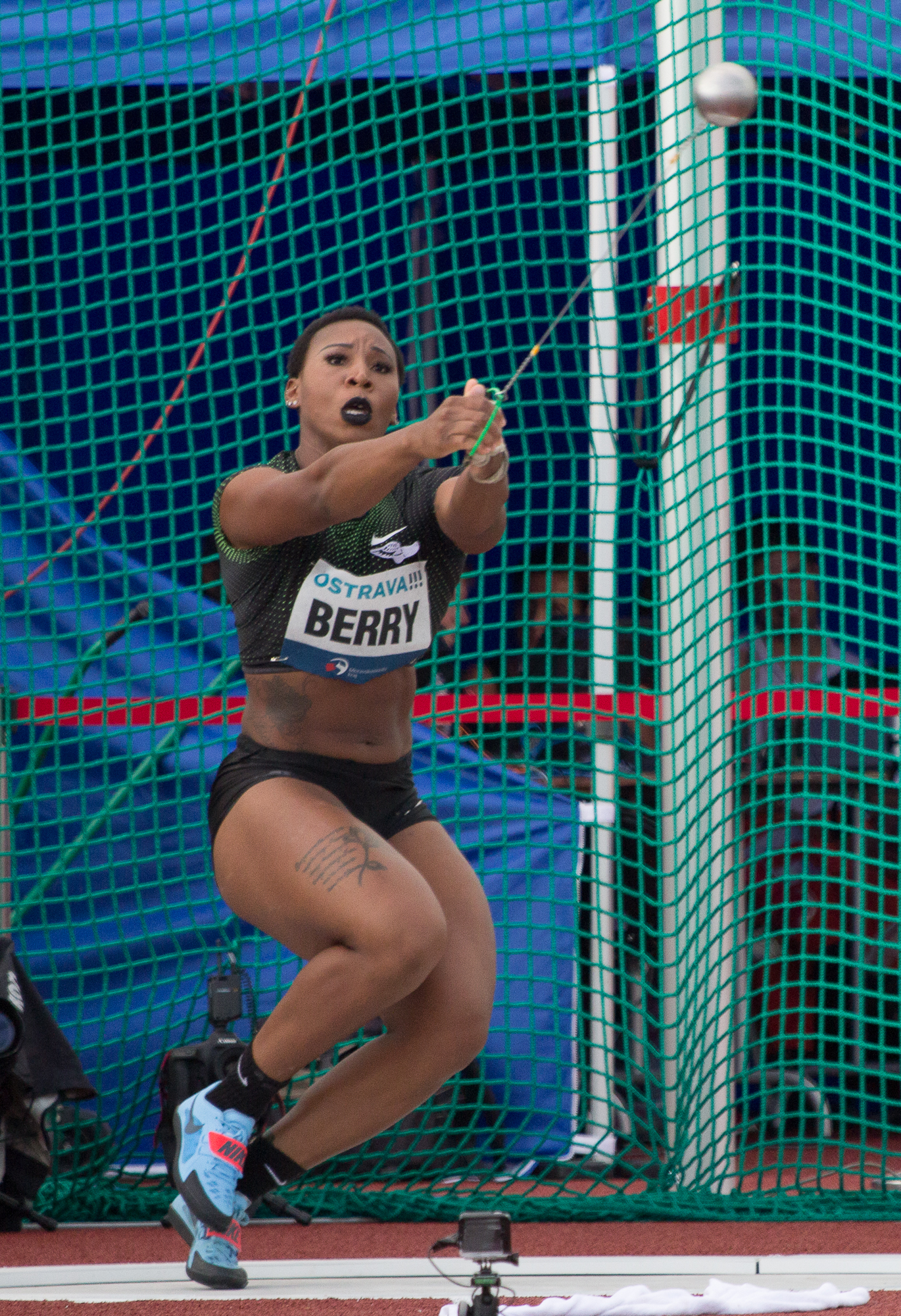
Gwen Berry blieb im Finale ohne gültigen Versuch

## Video
- Women's Hammer Throw Final | World Athletics Championships Doha 2019, youtube.com, abgerufen am 26. März 2021